# Matthew Dow Smith
Matthew Dow Smith (uneori crditat ca Matt Smith sau Matthew Smith) este un desenator american de benzi desenate.